# فيات 1300

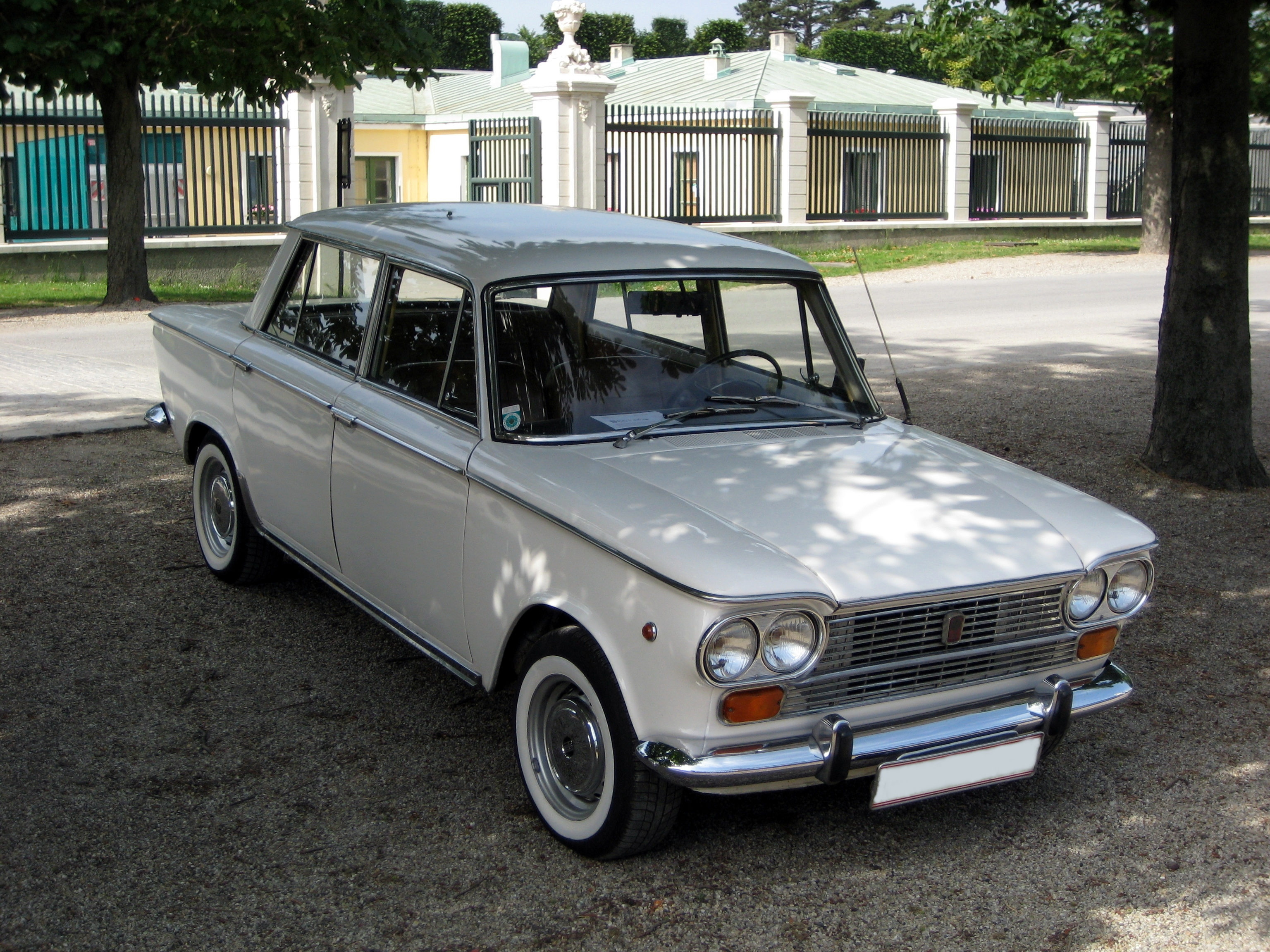
فيات 1300

فيات 1300 سيارة إيطالية إنتاج من 1961 الي 1967

## صفات السيارة
- النوع : 1300 cc
- السرعة: كم160
- تاريخ الإصدار: سنة 1965
- الحجم: سيارة صغيرة
- عدد المقاعد: 4 مقاعد
- نوع الوقود: بنزين

## وصلات خارجية
http://www.carmisr.com/images/hintergr_f_saeulen8.jpg